# 23779 Камбієр
23779 Камбієр (23779 Cambier) — астероїд головного поясу, відкритий 17 серпня 1998 року.
Тіссеранів параметр щодо Юпітера — 3,387.